# فلز درهم‌تنیده ۳
فلز درهم‌تنیده ۳ (انگلیسی: Twisted Metal III) یک بازی ویدئویی در سبک جنگ ماشینی است که توسط کمپانی ۹۸۹ استودیوز برای پلت‌فرم پلی‌استیشن توسعه داده شد و انتشار یافت. این بازی در کل نقدهای متضادی دریفات کرد. با این حال، از نظر تجاری موفق بود و فقط در ایالات متحده ۱٫۱۴ ملیون نسخه فروش داشت.